# 叶蠖生
叶蠖生（1904年—1990年），原名叶季龙，男，江苏沭阳人，中国历史学家，曾任中国史学会理事，中国政治法律学会理事。